# Râul Bogdănești
Râul Bogdănești este un curs de apă, afluent al râului Strunga. 